# Quang Trung, Đống Đa
Quang Trung là một phường thuộc quận Đống Đa, thành phố Hà Nội, Việt Nam.
Phường Quang Trung có diện tích 0,42 km², dân số năm 2021 là 14.489 người, mật độ dân số đạt 34.497 người/km².